# Apamea veterina
Apamea veterina là một loài bướm đêm thuộc họ Noctuidae. Nó được tìm thấy ở bán đảo Triều Tiên, Nhật Bản (Hokkaido), đông bắc Trung Quốc, vùng Viễn Đông Nga (Primorye, Khabarovsk, vùng Amur) và miền nam Xibia (Ngoại Baikal, Altai).
Chiều dài cánh trước khoảng 21 mm.

## Phụ loài
- Apamea veterina veterina
- Apamea veterina haelsseni